# Compsodrillia undatichorda
Compsodrillia undatichorda é uma espécie de gastrópode do gênero Compsodrillia, pertencente à família Pseudomelatomidae.